# Полиегос
Поли́егос (греч. Πολύαιγος) — греческий остров в Эгейском море. Входит в группу островов Киклады, расположен вблизи островов Милос и Кимолос. В административном отношении территория острова относится к общине (диму) Кимолосу. Население 2 жителя по переписи 2011 года. Площадь составляет 18 квадратных километров, протяженность береговой линии — 26 километров.
Название острова переводится с греческого как много-козий, поскольку остров населен многочисленной популяцией диких коз. Большей частью острова владеет Элладская православная церковь, которая позволяет использовать пастбища пастухам из близлежащих островов Милос и Кимолоса.
С ноября 2009 года на глубине 25—49 метров в районе Полиегоса проводились подводные исследования, в результате которых в 2010 году археологи обнаружили затонувший античный корабль и подняли на поверхность 4 большие древние амфоры и 2 килика, которым около 2,5 тысяч лет. Судно затонуло в конце V — начале IV века до н. э. Оно перевозило керамические вазы, изготовленные мастерами окружающих островов Кикладского архипелага.

## Население
| Год  | Население, человек |
| ---- | ------------------ |
| 1991 | 0                  |
| 2001 | 0                  |
| 2011 | ↗ 2                |